# Chrysophyceae
Le Crisoficee (Chrysophyceae) sono una classe di organismi acquatici (sia marini che d'acqua dolce) unicellulari.
Alcuni sono dotati di due o tre flagelli altri ne sono del tutto privi.
I cromatofori contengono clorofilla a e c, b-carotene e fucoxantina, da cui il caratteristico colore giallo-oro. Si tratta quindi di organismi fotoautotrofi che però in alcuni casi sono in grado di nutrirsi per fagocitosi.
Possono avere organizzazione monadale, capsale o tricale.
La riproduzione asessuale può avvenire per divisione diretta o per formazione di zoospore. In alcuni casi è presente anche la riproduzione sessuale per isogamia

## Classificazione

### Ordini
- Chromulinales
- Chrysosphaerales
- Hibberdiales
- Hydrurales
- Phaeothamnales

Secondo una classificazione più vecchia le Chrysophyceae comprendevano anche gli ordini Ochromonadales, Rhizochloridales e Synurales che attualmente sono raggruppati nella classe Synurophyceae.